# Heterochromis multidens
Heterochromis multidens (Pellegrin, 1900) è un pesce d'acqua dolce appartenente alla famiglia Cichlidae, unico esponente della sottofamiglia   Heterochromidinae.

## Distribuzione e habitat
Questa specie è diffusa nel bacino idrografico del fiume Congo.

## Alimentazione
H. multidens si nutre prevalentemente di insetti.